# Marcianne Mukamurenzi
Marcianne Mukamurenzi (née le 11 novembre 1959) est une athlète rwandaise, spécialiste des courses de fond.

## Biographie
Elle remporte la médaille d'or du 10 000 m lors des championnats d'Afrique 1988, à Annaba, dans le temps de 33 min 03 s 98, et obtient la médaille de bronze un an plus tard à Lagos au Nigeria. Elle s'adjuge par ailleurs la médaille d'argent aux Jeux africains de 1987, et la médaille d'or des Jeux de la Francophonie de 1989.
Elle participe à trois Jeux olympiques consécutifs et obtient son meilleur résultat en 1988 à Séoul en se classant 38e de l'épreuve du marathon.

### Palmarès
| Date | Compétition             | Lieu    | Résultat | Épreuve  | Performance    |
| ---- | ----------------------- | ------- | -------- | -------- | -------------- |
| 1987 | Jeux africains          | Nairobi | 2e       | 10 000 m | 33 min 58 s 55 |
| 1988 | Championnats d'Afrique  | Annaba  | 1re      | 10 000 m | 33 min 03 s 98 |
| 1989 | Championnats d'Afrique  | Lagos   | 3e       | 10 000 m | 34 min 09 s 48 |
| 1989 | Jeux de la Francophonie | Rabat   | 1re      | 10 000 m | 33 min 18 s 84 |
| 1989 | Jeux de la Francophonie | Rabat   | 2e       | 3 000 m  | 9 min 10 s 71  |

### Records
| Épreuve  | Performance     | Lieu  | Date           |
| -------- | --------------- | ----- | -------------- |
| 10 000 m | 32 min 27 s 90  | Reims | 3 juillet 1991 |
| Marathon | 2 h 36 min 53 s | Paris | 15 mai 1988    |